# Protrama radicis
Protrama radicis är en insektsart som först beskrevs av Johann Heinrich Kaltenbach 1843.  Protrama radicis ingår i släktet Protrama och familjen långrörsbladlöss.

## Underarter
Arten delas in i följande underarter:
- P. r. radicis
- P. r. asiatica